# V Moulin Rouge
V Moulin Rouge (francouzsky Au Moulin-Rouge) je obraz, který někdy v letech 1892 až 1895 vytvořil francouzský malíř Henri de Toulouse-Lautrec. Obraz znázorňuje hosty pařížského kabaretu Moulin Rouge sedící u stolů. Olejomalba na plátně má rozměr 123 × 140 cm a vystavuje ji Institut umění v Chicagu.
Ve středu obrazu je skupina tří mužů a dvou žen sedících u stolu. Zleva doprava to jsou Édouard Dujardin, tanečnice La Macarona, neznámá žena obrácená zády, fotograf Paul Secau a fotograf Maurice Guibert. Vpředu na pravé straně, zřejmě u jiného stolku, je vidět pootočená a nápadně osvětlená tvář anglické tanečnice May Miltonové. Na pozadí vpravo je tanečnice La Goulue s další ženou a u středu vlevo sám Toulouse-Lautrec a Gabriel Tapié de Céleyran.